# うまズキッ!
『うまズキッ!』は、フジテレビ系列（放送を参照）で2013年1月6日から2016年12月25日まで毎週日曜日未明（土曜日深夜）に放送された競馬情報バラエティ番組である。

## 概要
『うまなりクン』、『あしたのG』、『うまッチ!』、『うまなで〜UMA to NADESHIKO〜』、『みんなのウマ倶楽部』、『うまプロ!』、『なまうま』の系統を継ぐフジテレビの競馬バラエティ番組。様々な角度から競馬を盛り上げ競馬ファンだけでなく、競馬初心者でも楽しめる構成となっていた。メインMCは『なまうま』から引き続きおぎやはぎ、そして馬好きアイドルとしてAKB48の小嶋陽菜、乃木坂46メンバーで初の単独レギュラーとなる白石麻衣が出演者に加わった。
2016年12月の番組終了時において、『うまプロ!』から通算7年間メインMCを務めたおぎやはぎが番組を卒業。また同枠では『うまなりクン』に続いて2番目に放送期間が長い番組（4年間）となった（その後の後継番組の『馬好王国〜UmazuKingdom〜』が放送期間を更新してるため、現在3番目）。ちなみに、番組終了の告知はしていない。
年末年始特番や『FNS27時間テレビ』などの番組で、当番組が放送休止される場合があった。

## 出演者

### メインMC
- おぎやはぎ（矢作兼、小木博明）[2]

### 馬好きアイドル
- 小嶋陽菜（当時AKB48）[2]
- 白石麻衣（まいやん）（当時乃木坂46）

### アナウンサー
- 戸部洋子（当時フジテレビアナウンサー）[1]
- 斉藤舞子（フジテレビアナウンサー）[1]
- 松村未央（フジテレビアナウンサー）[1]
- 竹内友佳（フジテレビアナウンサー）[1]
- 堤礼実（フジテレビアナウンサー） 2016年10月15日放送で初出演。

### 乃木坂46（卒業メンバー含む）
メンバーの白石がレギュラー出演している関係で稀に乃木坂46のメンバー（主に松村、橋本、高山）がゲスト出演することがあった。また乃木坂46メンバーがゲストの際は白石もゲスト的な立場で扱われており、ゲストメンバー同様乃木坂46の衣装で登場していた。なお初登場メンバー時はあだ名をつけられるのが定番になっていた。（）は番組名で呼ばれてるあだ名。
- 松村沙友理（さゆりんご）
- 橋本奈々未（橋本）
- 深川麻衣（まいまい）
- 秋元真夏（まなったん）
- 高山一実（ミジンコ）
- 西野七瀬（ななせまる）
- 生駒里奈（生駒ちゃん）
- 衛藤美彩（みさみさ）

### 準レギュラー
- 土屋伸之 （ナイツ)
- 斉藤慎二 （ジャングルポケット)
- カンニング竹山
- 井森美幸
- DAIGO
- 徳井健太（平成ノブシコブシ）
- トータルテンボス
- 細江純子
- キャプテン渡辺
- 高田翔（ジャニーズJr.）
- 野村英俊（東京中日スポーツ）
- ヒデ （ペナルティ)
- 川島明 （麒麟）
- 宮澤佐江『なまうま』レギュラー
- 筧美和子
- 細川茂樹

### ナレーター
- 佐藤賢治

## 主な企画

### 4億円プロジェクト
2013年4月28日未明（27日深夜）放送分より開始。山本英俊（フィールズ代表取締役会長）の所有している2頭の競走馬に小嶋と白石がそれぞれ馬名をつける企画である。今回はいずれもセレクトセール（セリ市）で落札され、しかも2頭の落札額が4億円と高額な点が大きく異なっている。2013年6月16日未明（15日深夜）放送分で2頭の馬名が発表された。
モンドシャルナ (Monde Chat Luna)
小嶋命名。ウインドインハーヘアの2011（角居勝彦厩舎入厩）。セレクトセールで2億5000万円で落札。芸能人史上最高額の競走馬の命名となる。馬名はフランス語で「世界」を意味するモンド（Monde）と小嶋の愛称「にゃんにゃん」からネコ（Chat）を合わせた造語で「世界の陽菜」を意味する。「シャルナ」という馬名は陽菜（はるな）とかけている。
キミノナハセンター
白石命名。グレイトサンライズの2011（藤沢和雄厩舎入厩）。セレクトセールで1億5000万円で落札。レッドディザイアの弟に当たる。当初は「ピントゥリッキオ」という馬名で登録される予定だった。「キミノナハセンター」という馬名は乃木坂46の「君の名は希望」と「ガールズルール」という曲で白石が初のセンターを務めた経緯から「競馬界のセンターを目指す」ことを意味して名づけられた。愛称は「キミチャン」である。モンドシャルナより一足早くデビューし、7月11日に白石が美浦トレーニングセンターに出向き、初の対面を果たした。。

### 3連単5頭BOXならだいたい当たる~!?こじはる3連単5頭BOX
翌日の主要競走展望コーナー。小嶋が同じように3連単5頭ボックス馬券を買い、予想する。このコーナーのみ放送日当日の撮って出しとなっており、枠順や前日のオッズが判明している状態で進行する。小嶋がスケジュールでスタジオにいない場合やスタジオパートそのものがない場合は事前に撮影したVTRで予想を披露する。翌日の『みんなのKEIBA』の予告はここで紹介されている。

### 明日勝つのはこの馬だ!GI大討論会
馬好き芸人やタレントが集まり翌日のGI競走の本命馬・注目馬を討論する。

### プレゼン大会
馬好き芸人や馬好きタレントが競馬初心者のアイドルにプレゼンテーションを行い、興味を持ってもらった順位で競い合う。
番組内では「ブービーの人が実質ビリ」というルールが恒例となっている。

### 乃木坂はウソを見破れるか!? 競馬ウソのような本当の話
レギュラーメンバーの白石をはじめ乃木坂46のゲストメンバー（主に松村、橋本、高山）に、3人の馬好きタレントが競馬にまつわるウソのような話をプレゼン。この中で完全なウソ（作り話）をしている1人を当てる。このコーナーは2013年9月21日よりスタートしその後乃木坂46メンバーがゲスト出演時にはほとんど行われていた恒例企画。

### 土屋先生の学べる競馬雑学
ナイツ土屋伸之が講師役に扮し、競馬に関する役立つ雑学を紹介。

### 完全的中なら本当に10万円!5連単クイズ
あるテーマに基づいて競馬記者100人にアンケートを取り、その上位5位までを順位通りに当てるクイズ。完全的中で賞金10万円を獲得。
ただし完全的中が無くなった場合、救済措置として5連複で的中者がいた場合、くじ引き（ハズレあり）で賞金を獲得することが出来る。
MCはナイツ土屋が担当。普段はMC側にいる矢作が解答者側に回り予想に参加する。
- 第1回 - オルフェーヴル（2013年12月14日）オルフェーヴルが第58回有馬記念でラストランを迎える直前企画として、それまでの全20戦からBEST5を予想する。
- 第2回 - 2013年名レース（2014年1月11日）
- 第3回 - 現役最強馬（同年3月15日）
- 第4回 - 最強スプリンター（同年3月29日）
- 第5回 - 最強長距離馬（同年4月26日）
- 第6回 - ジェンティルドンナ（同年6月21日）
- 第7回 - 上半期ベストレース（同年8月9日）
- 第8回 - 歴代最強牝馬（同年8月16日）
- 第9回 - 武豊ベストレース（同年11月22日）
- 第10回 - 有馬記念ベストレース（同年12月20日）
- 第11回 - 2014年ベストレース（2015年1月24日）
- 第12回 - 歴代最強マイラー（同年5月9日）
- 第13回 - 歴代最強芦毛馬（同年6月20日）
- 第14回 - 歴代最強ダート馬（同年12月5日）
- 第15回 - 2015年ベストレース（2016年1月23日）
- 第16回 - 宝塚記念ベストレース（同年6月18日）
- 第17回 - 最強逃げ馬（同年11月5日）

### 目指せ100万円!炎の自腹1点勝負
タイトル通りに特定の1レースで勝馬投票券を1点自腹購入し、払い戻し100万円以上を目指すドッキリ企画。『うまプロ!』で行われていたものである。波乱が出やすいハンディキャップ戦で勝負するのが殆どである。
ジャングルポケット斉藤慎二 目指せ100万円!炎の自腹1点勝負
お笑いトリオジャングルポケットの斉藤慎二は、過去3度挑戦しすべて的中している。
第1回は2013年6月1日放送。同年4月より『ウイニング競馬』（テレビ東京）のMCになった事、および飲酒した状態で収録に参加していた事や宮澤佐江とツイッターで仲良くしている事を理由に「罰金100万円」という名目で行われた。『みんなのKEIBA』ゲスト出演というドッキリを仕掛け、その場で発表。(ウイニング競馬のスタッフも協力。)
予想レースはヴィクトリアマイル当日5月12日の準メイン・立夏ステークス（1600万下、ハンデキャップ戦）。ダンシングマオ（16頭中12番人気）の複勝を10万円購入し、2着に入り的中。127万円（10万円×12.7倍）を手に入れた。また的中のご褒美として宮澤からのキス、と思わせて実は小木にキスされてしまった（本人は当日の放送まで気づかず）。
第2回は2014年6月14日放送。有馬記念の大討論会収録時楽屋に置いてあった叙々苑の焼肉弁当を持って帰り、六本木のバーで女の子に配った事で横領罪プラス迷惑料「100万円」という名目で行われた。
予想レースは日本ダービー当日6月1日の最終レース・目黒記念（GII、ハンデキャップ戦）。ラブイズヴーシェ（16頭中12番人気）の複勝を15万円購入し、2着に入り的中。102万円（15万円×6.8倍）を手に入れた。
第3回は2016年6月11日放送。同年4月23日放送『うまズキッ!愛偽証罪裁判』で執行猶予付きの有罪判決となってしまい、「執行猶予の半年間で番組内でより良い結果を残すように。」という名目で挑戦。
予想レースは2回目と同じく5月29日の目黒記念。ヒットザターゲット（18頭中8番人気）の複勝を18万円購入し、3着に入り的中。118万8000円（18万円×6.6倍）を手に入れた。
的中した瞬間、その場にいたおぎやはぎと戸部、斉藤の相方のおたけと太田。さらには番組スタッフ全員や斉藤が司会を務めているウイニング競馬のスタッフ全員が狂喜乱舞となり、偉業を達成したのと同時に番組史に残す結果となった。
矢作兼 自腹で外れたら自腹で当て返す! 倍返しだ!(2013年11月2日)
みんなのKEIBAに出演する矢作にドッキリを仕掛けて実施。『なまうま』から数えて3回目の挑戦。
予想レースは天皇賞・秋当日の準メイン・国立特別（1000万下、ハンデキャップ戦）。結果外れでなまうまと合わせて通算マイナス26万円。

## 放送
| 放送地域   | 放送局                      | 放送期間       | 放送日時                                                            |
| ---------- | --------------------------- | -------------- | ------------------------------------------------------------------- |
| 関東広域圏 | フジテレビ（CX） （制作局） | フジテレビ系列 | 毎週日曜 1:05 - 1:35（土曜深夜） ↓ 毎週日曜 1:15 - 1:45（土曜深夜） |
| 北海道     | 北海道文化放送（uhb）       | フジテレビ系列 | 毎週日曜 1:05 - 1:35（土曜深夜） ↓ 毎週日曜 1:15 - 1:45（土曜深夜） |
| 宮城県     | 仙台放送（OX）              | フジテレビ系列 | 毎週日曜 1:05 - 1:35（土曜深夜） ↓ 毎週日曜 1:15 - 1:45（土曜深夜） |
| 福島県     | 福島テレビ（FTV）           | フジテレビ系列 | 毎週日曜 1:05 - 1:35（土曜深夜） ↓ 毎週日曜 1:15 - 1:45（土曜深夜） |
| 新潟県     | 新潟総合テレビ（NST）       | フジテレビ系列 | 毎週日曜 1:05 - 1:35（土曜深夜） ↓ 毎週日曜 1:15 - 1:45（土曜深夜） |
| 長野県     | 長野放送（NBS）             | フジテレビ系列 | 毎週日曜 1:05 - 1:35（土曜深夜） ↓ 毎週日曜 1:15 - 1:45（土曜深夜） |
| 静岡県     | テレビ静岡（SUT）           | フジテレビ系列 | 毎週日曜 1:05 - 1:35（土曜深夜） ↓ 毎週日曜 1:15 - 1:45（土曜深夜） |